# C. Graham Baker
Charles Graham Baker (Evansville, 16 luglio 1883 – Los Angeles, 15 maggio 1950) è stato uno sceneggiatore e regista statunitense.

## Filmografia parziale

### Sceneggiatore
- Riff Raff and Rivalry, regia di C. Graham Baker (1917)
- Hugs and Hubbub, regia di C. Graham Baker (1917)
- The Girl Problem, regia di Kenneth S. Webb (1919)
- Man of Might, regia di William Duncan e Clifford Smith - serial (1919)
- The Whisper Market, regia di George L. Sargent (1920)
- The Vice of Fools, regia di Edward H. Griffith (1920)
- The Invisible Hand, regia di William Bowman - serial (1920)
- The Scarab Ring, regia di Edward José (1921)
- The Inner Chamber, regia di Edward José (1921)
- My Wild Irish Rose, regia di David Smith (1922)
- Fortune's Mask, regia di Robert Ensminger (1922)
- The Man Next Door, regia di Victor Schertzinger (1923)
- Per ordine del Granduca (My Official Wife), regia di Paul L. Stein (1926)
- Amore in quarantena (Just Suppose), regia di Kenneth S. Webb (1926)
- Broken Hearts of Hollywood, regia di Lloyd Bacon - sceneggiatore (1926)
- Honor Bound, regia di Alfred E. Green (1928)
- La via delle stelle (The Air Circus), regia di Howard Hawks e Lewis Seiler - soggetto (1928)
- Sonny Boy, regia di Archie Mayo - sceneggiatura (1929)
- Gioco di bambole (Glad Rag Doll), regia di Michael Curtiz (1929)
- The Personality Kid, regia di Alan Crosland (1934)
- Shanghai, regia di James Flood (1935)
- Il domatore di donne (She Couldn't Take It), regia di Tay Garnett (1935)
- Sono innocente (You Only Live Once), regia di Fritz Lang (1937)
- Ed ora... sposiamoci (Stand-In), regia di Tay Garnett (1937)
- Eternamente tua (Eternally Yours), regia di Tay Garnett (1939)
- Come Robinson Crusoè (Swiss Family Robinson), regia di Edward Ludwig (1940)
- La valle degli uomini rossi (Valley of the Sun), regia di George Marshall (1942)
- L'incubo del passato (Crime Doctor), regia di Michael Gordon (1943)
- La jungla dei temerari (Tennessee's Partner), regia di Allan Dwan (1955)

### Regista
- Riff Raff and Rivalry (1917)
- Hugs and Hubbub (1917)
- A Family Flivver (1917)
- Paging Page Two (1917)